# Michael Cunningham
Michael Cunningham (Cincinnati, Ohio, 6 de noviembre de 1952) es un escritor estadounidense de novelas románticas, guionista, profesor universitario y poeta, conocido por las novelas Un hogar en el fin del mundo y Las horas, y ganador por esta última del Premio Pulitzer de 1999.

## Vida y carrera
Creció en La Cañada Flintridge, California, en el condado de Los Ángeles. Estudió Literatura inglesa en la Universidad Stanford donde consiguió su licenciatura. Más tarde en la Universidad de Iowa recibió la Michener Fellowship y le fue conferido el Máster en Bellas Artes del Iowa Writers' Workshop. Mientras estudiaba en Iowa, tuvo estudios publicados en The Atlantic Monthly y The Paris Review.
En 1993 recibió la Beca Guggenheim y en 1998 la beca National Endowment for the Arts. En 1995 le fue conferido el Whiting Award. Cunningham enseña en el Fine Arts Work Center en Provincetown, Massachusetts, y Escritura creativa en el Máster en Bellas Artes del College de Brooklyn de la Universidad de la Ciudad de Nueva York. Es profesor titular de Escritura creativa en la Universidad Yale, New Haven, Connecticut.
Aunque Cunningham es gay y tuvo como pareja de hecho al psicoanalista Ken Corbett durante muchos años, no le gusta que se refieran a él solo como un "escritor homosexual", de acuerdo con un artículo de PlanetOut debido a que aunque el ser gay ha influido fuertemente en su trabajo, siente que no es (y no debería ser) su característica definitoria.
Cunningham es productor y ha adaptado el guion de la novela Evening junto a su autora, Susan Minot. La versión cinematográfica la protagonizan Glenn Close, Toni Collette, Vanessa Redgrave, y Meryl Streep.

## Bibliografía

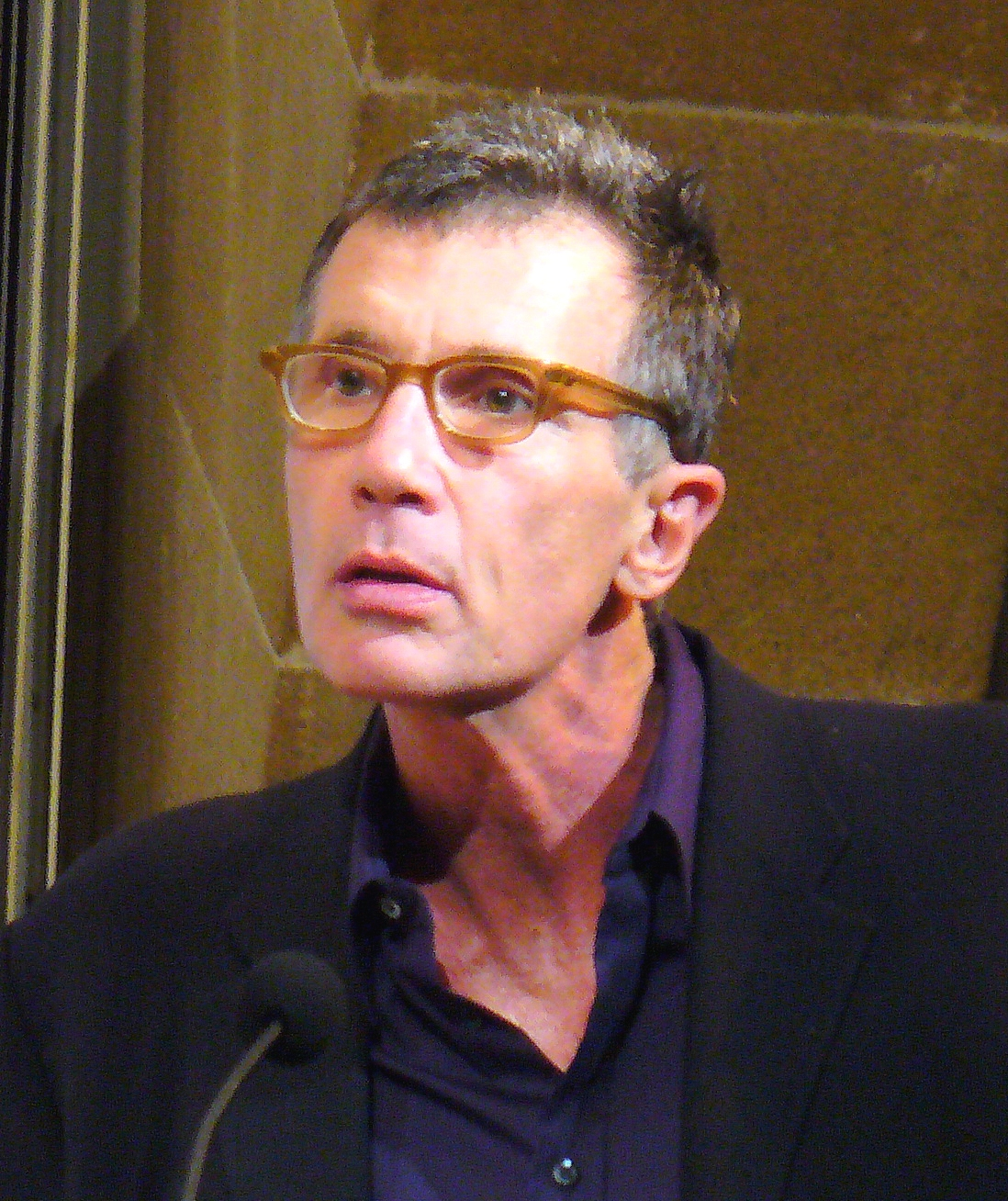

### Novelas
- Golden States (1984)
- Un hogar en el fin del mundo, o Una casa en el fin del mundo (A Home at the End of the World) (1990)
- De carne y hueso (Flesh and Blood) (1995)
- Las horas (The Hours) (1998)
- Días memorables (Specimen Days) (2005)
- Cuando cae la noche (By Nightfall) (2010)
- La reina de las nieves (The Snow Queen) (2014)

### Cuentos
Colecciones:
- A Wild Swan and Other Tales (2015), colección de 11 cuentos:
"Dis. Enchant.", "A Wild Swan", "Crazy Old Lady", "Jacked", "Poisoned", "A Monkey's Paw", "Little Man", "Steadfast; Tin", "Beasts", "Her Hair", "Ever/After"

No publicados en colecciones:
- "White Angel" (1989), más tarde utilizado como capítulo en la novela Un hogar en el fin del mundo
- "Mister Brother" (1999)
- "The Destruction Artist" (2007)
- "A Wild Swan" (2010)

### No ficción
- "The Slap of Love" (1996), artículo
- Land's End: A Walk in Provincetown (2002), viajes
- Company (2008), escritura
- About Time: Fashion and Duration (2020), con Andrew Bolton, alta costura
- How to (Almost) Make Friends on the Internet: One man who just wants to connect. One very annoyed world (2020), arte y fotografía

### Contribuciones
- Drawn By The Sea (2000) (catálogo de exhibición; 110 copias firmadas)
- Fin de viaje (The Voyage Out), de Virginia Woolf (Edición de Modern Library Classics) (Introducción)
- I Am Not This Body: The Pinhole Photographs of Barbara Ess (2001) (Texto)
- Washington Square (2004), de Henry James (Signet Classics edition) (Epílogo)
- La muerte en Venecia (Death In Venice) (2004) de Thomas Mann (nueva traducción de Michael Henry Heim) (Introducción)
- Laws for Creations (2006), poemas de Walt Whitman (Editor e introducción)
- Fall River Boys (2012), fotolibro de Richard Renaldi (Ensayo introductorio)[4]

## Adaptaciones
- Las horas (2002), película dirigida por Stephen Daldry, basada en la novela Las horas
- A Home at the End of the World (2004), película dirigida por Michael Mayer, basada en la novela Un hogar en el fin del mundo
- The Destruction Artist (2012), cortometraje dirigido por Michael Sharpe, basado en el cuento "The Destruction Artist"
- The Hours: A Live Tribute (2016), cortometraje dirigido por Tim McNeill, basado en la novela Las horas

## Premios y logros
- "White Angel" fue incluida en la versión de 1989 de Best American Series.
- "Mr. Brother" fue incluida en el libro de 1999 Historias del Premio O. Henry.

Por Las Horas, Cunningham fue galardonado con:
- Premio Pulitzer de Ficción - 1999
- Premio PEN/Faulkner de Ficción - 1999
- Premio al Libro Gay, Lésbico, Bisexual y Trasgénero - 1999